# Crédit mobilier

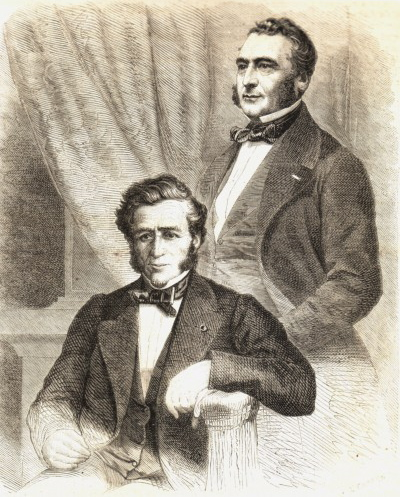
I fratelli Pereire, promotori del Crédit mobilier

Il Crédit mobilier (nome completo: Société Générale du Crédit Mobilier) fu un istituto di credito francese nato nel 1852, durante l'impero di Napoleone III, ad opera dei fratelli Isaac ed Emilie Pereire, ebrei portoghesi.

## Storia
Il suo antecedente era stata la Caisses des actions réunies, fondata nel 1850 da Moïse Polydore Millaud e Jules Mirès, che aveva mostrato come i tempi fossero ormai maturi per mettere fruttuosamente in circolazione il risparmio privato che si era accumulato nei trent'anni precedenti, e anche per rischiare questi nuovi capitali nell'impetuoso sviluppo che attraversava l'Europa in quei decenni.
La Société générale de Crédit mobilier fu istituita nel 1852 per decreto imperiale del 18 novembre 1852. Promotori ne erano i fratelli Isaac e Émile Péreire, i quali trassero ispirazione dal modello operativo della Société générale de Belgique. Fra i dodici consiglieri d'amministrazione figurava anche il banchiere genovese Raffaele de Ferrari, duca di Galliera. L'iniziativa ricevette l'opposizione della Haute Banque e in particolare di James de Rotschild, antico datore di lavoro di Emile. 

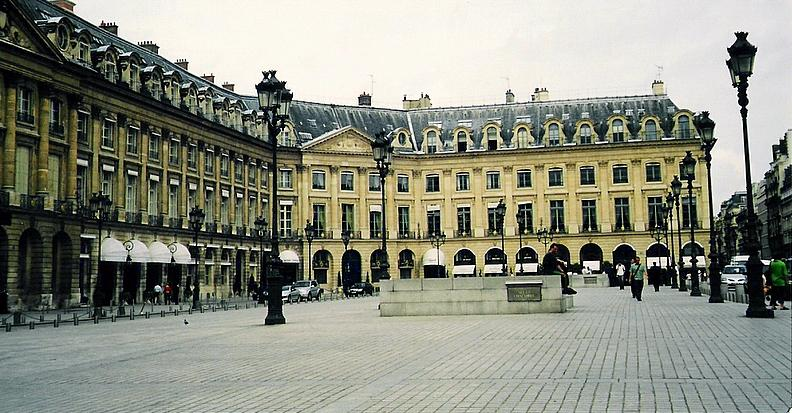
La sede storica del Crédit mobilier, in Place Vendôme a Parigi (oggi è l'Hôtel Ritz)

Il Crédit mobilier aveva la forma di una società per azioni; le azioni inizialmente erano 40.000, successivamente furono portate a 120.000 (del valore di 500 franchi ciascuna) per un capitale nominale di 60 milioni di franchi. Circa 11.300 azioni erano sottoscritte dai fratelli Pereire. Gli investitori iniziali erano grossi industriali, ma il capitale fu ampiamente aumentato mediante le sottoscrizioni del grande pubblico. I sottoscrittori in totale furono un centinaio, ma alcuni di loro non sottoscrissero che 25 azioni.
La stampa partecipò all'entusiasmo del pubblico per il Crédit mobilier, sedotti dai primi successi dell'istituto. Tuttavia, una parte dei giornalisti criticò l'operato della Banca e subì intimidazioni. In particolare il Crédit Mobilier portò in giudizio Crampon, redattore capo de la Finance.
Il Crédit mobilier era una banca universale: era autorizzato a comprare azioni di società quotate,  a rivenderle o darle in garanzia.
I primi successi della Banca, la spinsero a fondare una filiale in Spagna, il Crédit mobilier espagnol.
Il Crédit mobilier si specializzò nei finanziamenti all'industria pesante, al settore ferroviario, alla costruzione di opere pubbliche e nell'acquisizione di titoli azionari delle imprese industriali. Ebbe inoltre un ruolo importante nel finanziamento della costruzione del Canale di Suez e di quello di Panama.
Le operazioni della Banca erano condotte su grande scala. Nel 1854 il Crédit mobilier sottoscrisse una parte rilevante dei crediti di guerra francesi per la Guerra di Crimea, nonché della Grand Central Railway Company, della "Compagnia Generale degli Omnibus di Parigi", e di vari altri progetti importanti. Il dividendo dichiarato per quell'anno era del 12%. Nel 1855 la Banca fece due prestiti al Governo francese, uno di 250 milioni e l'altro di 375 milioni di franchi. Il dividendo netto dichiarato in quell'anno fu del 40%. I direttori della Banca proposero del loro privilegio di emettere le proprie obbligazioni e pensarono di emettere due categorie di titoli: gli uni a breve termine e gli altri a lungo termine, da restituire a rate. L'emissione proposta ammontava a 240 milioni di franchi, ma il pubblico si allarmò alla prospettiva di una così grande emissione e nel 1856 il Governo francese decise di proibire il progetto.
Il divieto fu un grave colpo per l'istituto finanziario e in quell'anno i dividendi non superarono il 22%: nel 1857 furono solo del 5%.
Il Crédit mobilier ebbe un ruolo importante nella forte crescita economica e del credito del periodo 1850-1857 che si concluse con il panico del 1857, e fu all'origine di molte speculazioni finanziarie.
Dopo alcuni investimenti sbagliati e rischiosi, ma anche a causa della rivalità che si era innescata con la famiglia dei Rothschild, nel 1867 i fratelli Péreire si ritirarono dall'impresa: il costo delle azioni precipitò a 140 franchi e di conseguenza fu aperta la procedura di liquidazione, che si concluse nel 1870.

## Successori
Le operazioni del Crédit mobilier furono rilevate e continuate da una nuova Société de Crédit Mobilier che tuttavia cessò a sua volta nel 1902: i titoli e la clientela furono venduti al Crédit mobilier français, fondato nello stesso 1902. Quest'ultimo nel 1931 si fuse con la Banque de l'union parisienne.

## Nella cultura di massa
Il Crédit Mobilier è la banca francese su cui si possono effettuare le sottoscrizioni per finanziare l'impresa spaziale nel romanzo di Jules Verne Dalla Terra alla Luna.